# Präsidentschaftswahl in Frankreich 2027
Die Präsidentschaftswahl in Frankreich 2027 (französisch Élection présidentielle française de 2027) als dreizehnte Präsidentschaftswahl des Staatspräsidenten der Fünften Französischen Republik ist gemäß Verfassung vorgesehen für den 11. oder 18. April 2027. Bislang wurde keine direkte Präsidentschaftswahl (seit 1965) im ersten Wahlgang entschieden. Ein zweiter Wahlgang mit Stichwahl unter den beiden erfolgreichsten Bewerbern folgt zwei Wochen später. 
Der seit 2017 amtierende liberale Präsident Emmanuel Macron (Renaissance, RE) darf nicht für eine dritte fünfjährige Amtszeit (Quinquennat) antreten. Bis 2002 dauerte eine Amtszeit noch sieben Jahre, so dass Mitterrand 14 Jahre im Amt war, Chirac als Initiator der Änderung zwölf.
Zu den möglichen Bewerbern gehört erneut Marine Le Pen, ehemalige Vorsitzende der rechtsradikal-populistischen Partei Rassemblement National (RN). Le Pen trat 2012 erstmals an, belegte dabei mit 17,9 % Rang drei. 2017 und 2022 unterlag sie jeweils im zweiten Wahlgang gegen Macron mit 33,9 % sowie 41,5 %. Alternativ könnte auch der 2022 als Nachfolger Le Pens gewählte Parteivorsitzende Jordan Bardella für das RN antreten, der mit 31 Jahren zum Wahltermin noch sehr jung ist. Dies ist insbesondere für den Fall eines Ausschlusses Le Pens von der Wahl (siehe unten) wahrscheinlich.
Le Pen oder Bardella führen in den Umfragen zum ersten Wahlgang mit über 30 % deutlich vor möglichen Kandidaten des Macron-Bündnisses Ensemble pour la République (ENS) wie den ehemaligen Premierministern Édouard Philippe und Gabriel Attal mit Potential für über 20 %. Weitere Politiker mit zweistelligen Umfragewerten 2024 sind der linksradikale Jean-Luc Mélenchon (La France insoumise LFI, Unbeugsames Frankreich) und Raphaël Glucksmann von der kleinen Mitte-links-Partei Place publique (für den Fall, dass die mit PP verbündete Parti socialiste keinen eigenen Kandidaten, sondern Glucksmann nominieren würde).
In Umfragen des Jahres 2024 mit verschiedenen Duellszenarien für den zweiten Wahlgang lagen die potentiellen RN-Bewerber jeweils knapp gegen die möglichen ENS-Vertreter vorne oder gleichauf. Bei einer hypothetischen Stichwahl Mélenchon gegen Le Pen würden fast zwei Drittel für Le Pen stimmen.
Am 31. März 2025 wurde Marine Le Pen wegen Veruntreuung von EU-Geldern verurteilt. Das Gericht verhängte neben einer Freiheits- und Geldstrafe auch den Entzug des passiven Wahlrechts für die Dauer von fünf Jahren. Daher kann Le Pen möglicherweise bei der Präsidentschaftswahl 2027 nicht teilnehmen. Die Berufung gegen das Urteil hat hinsichtlich des Wahlrechtsentzugs keine aufschiebende Wirkung. Das zuständige Berufungsgericht hat angekündigt, bis zum Sommer 2026 eine Entscheidung zu treffen.

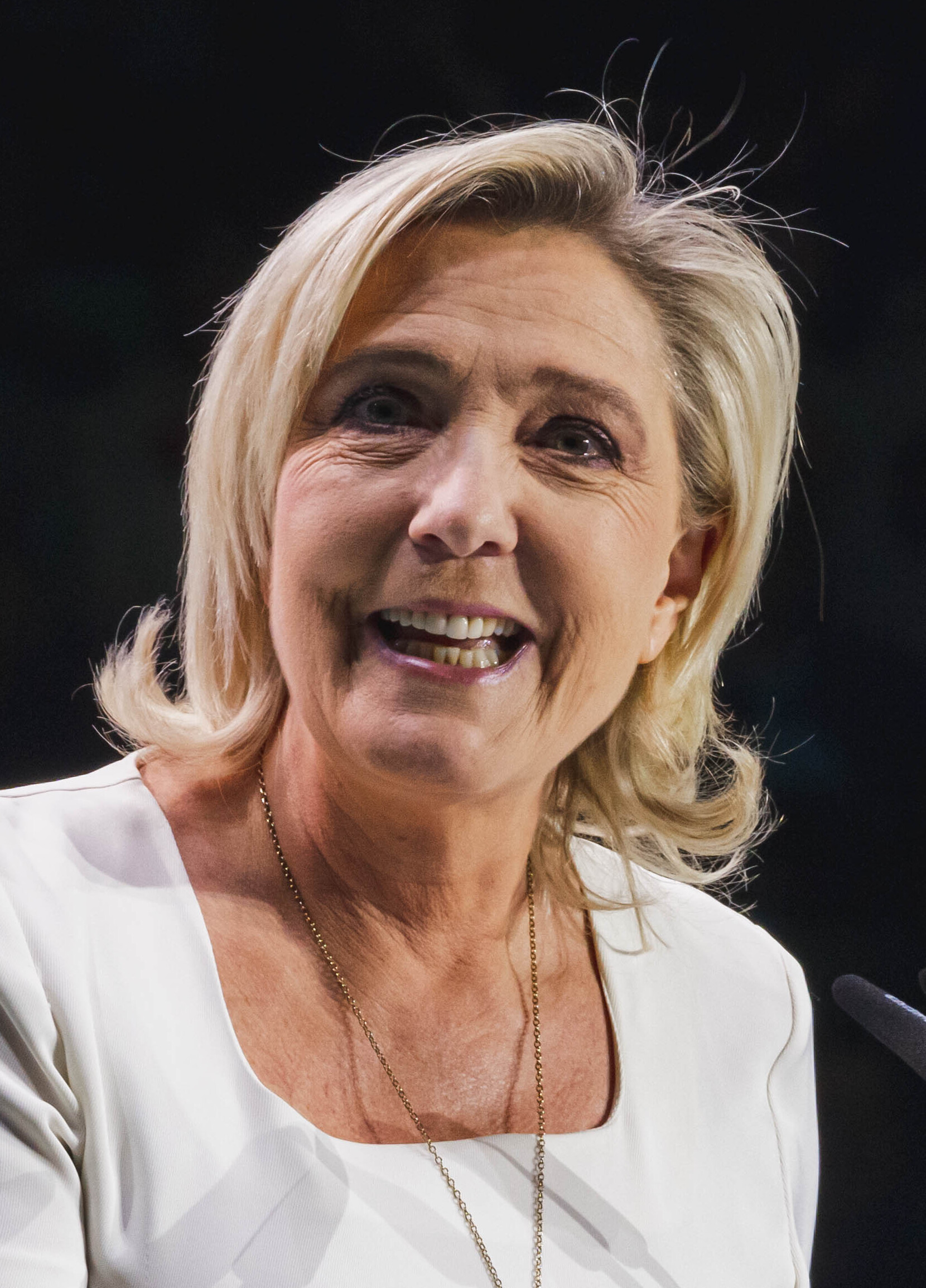
Marine Le Pen (RN)
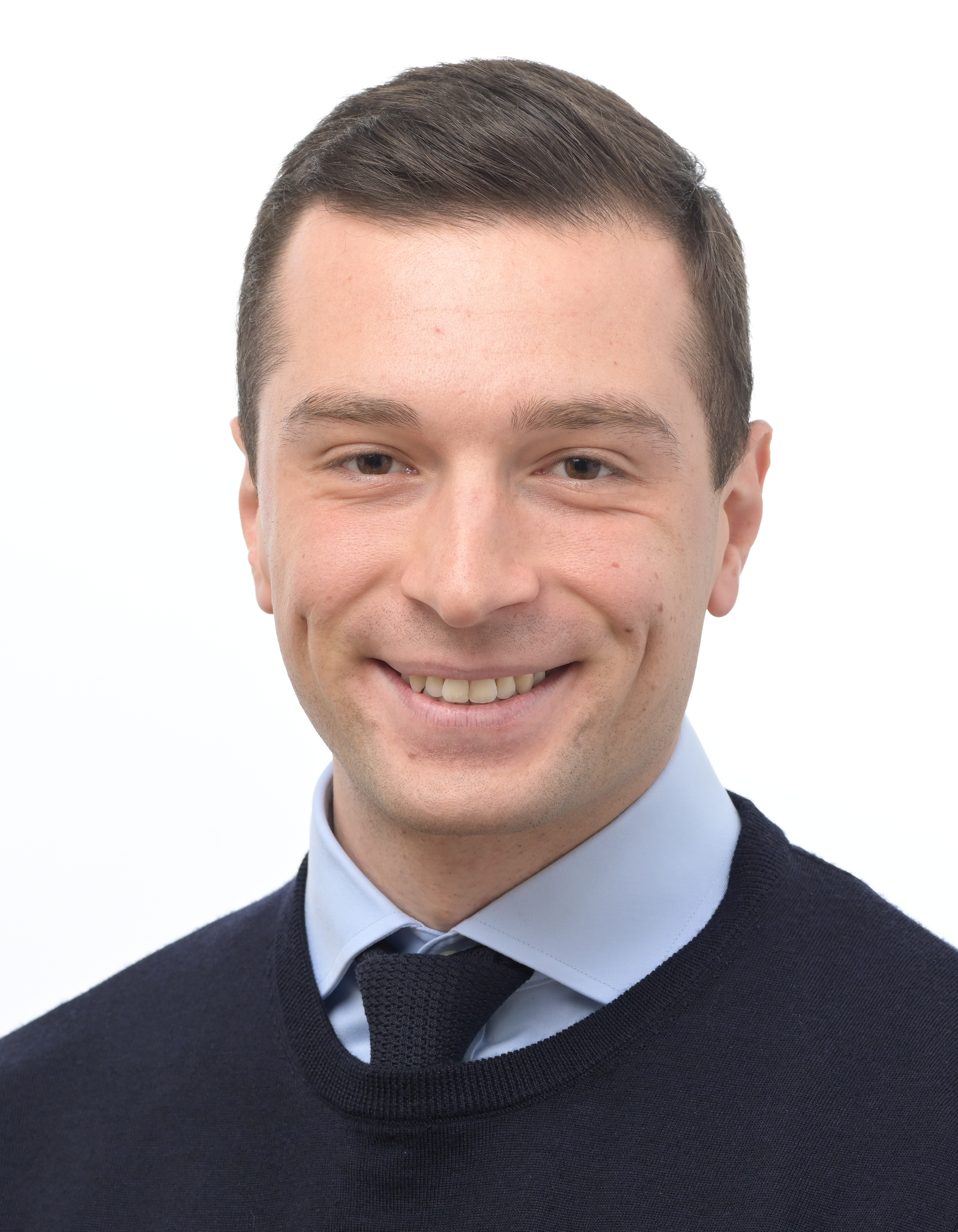
Jordan Bardella (RN)
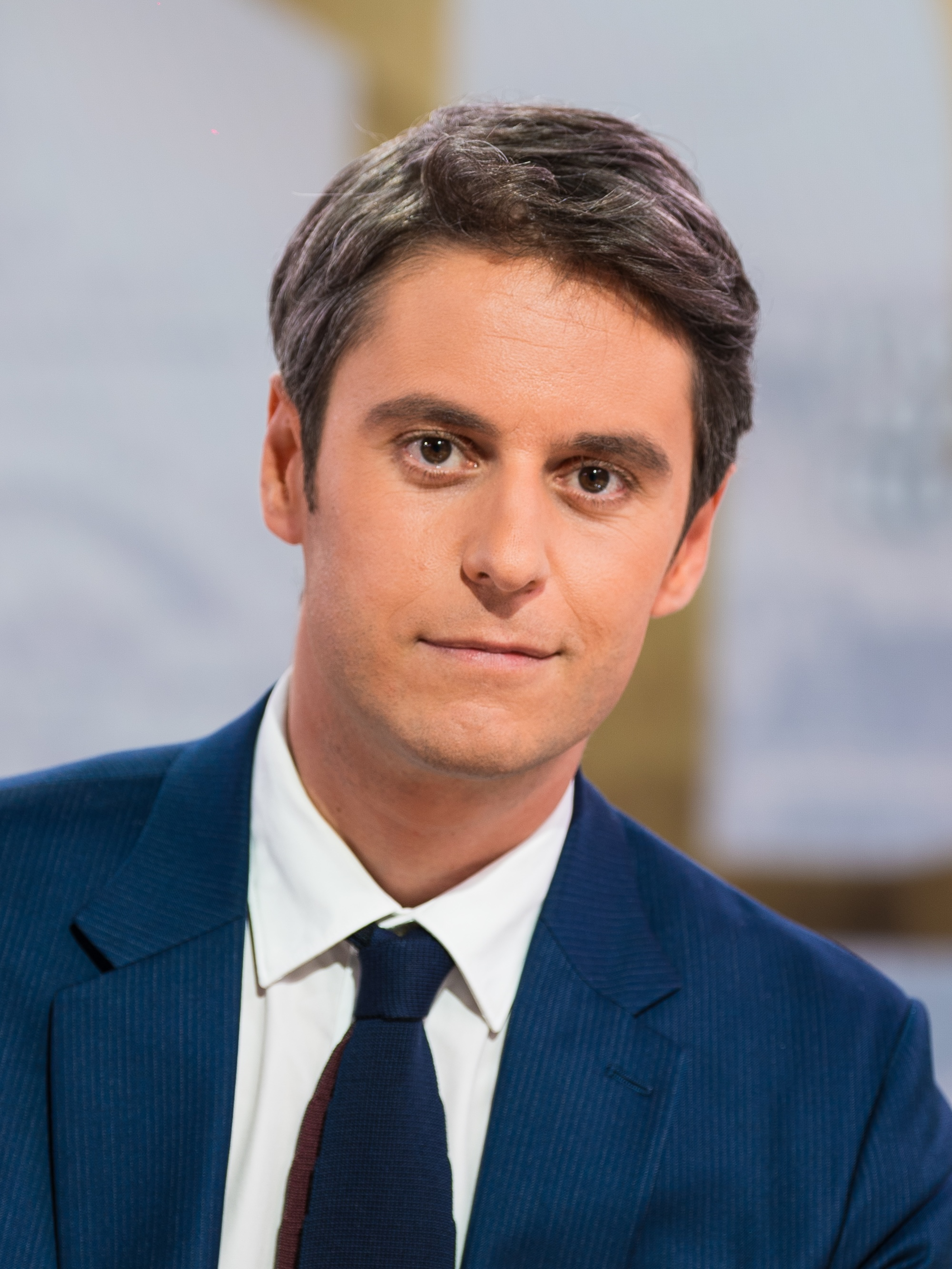
Gabriel Attal (ENS)
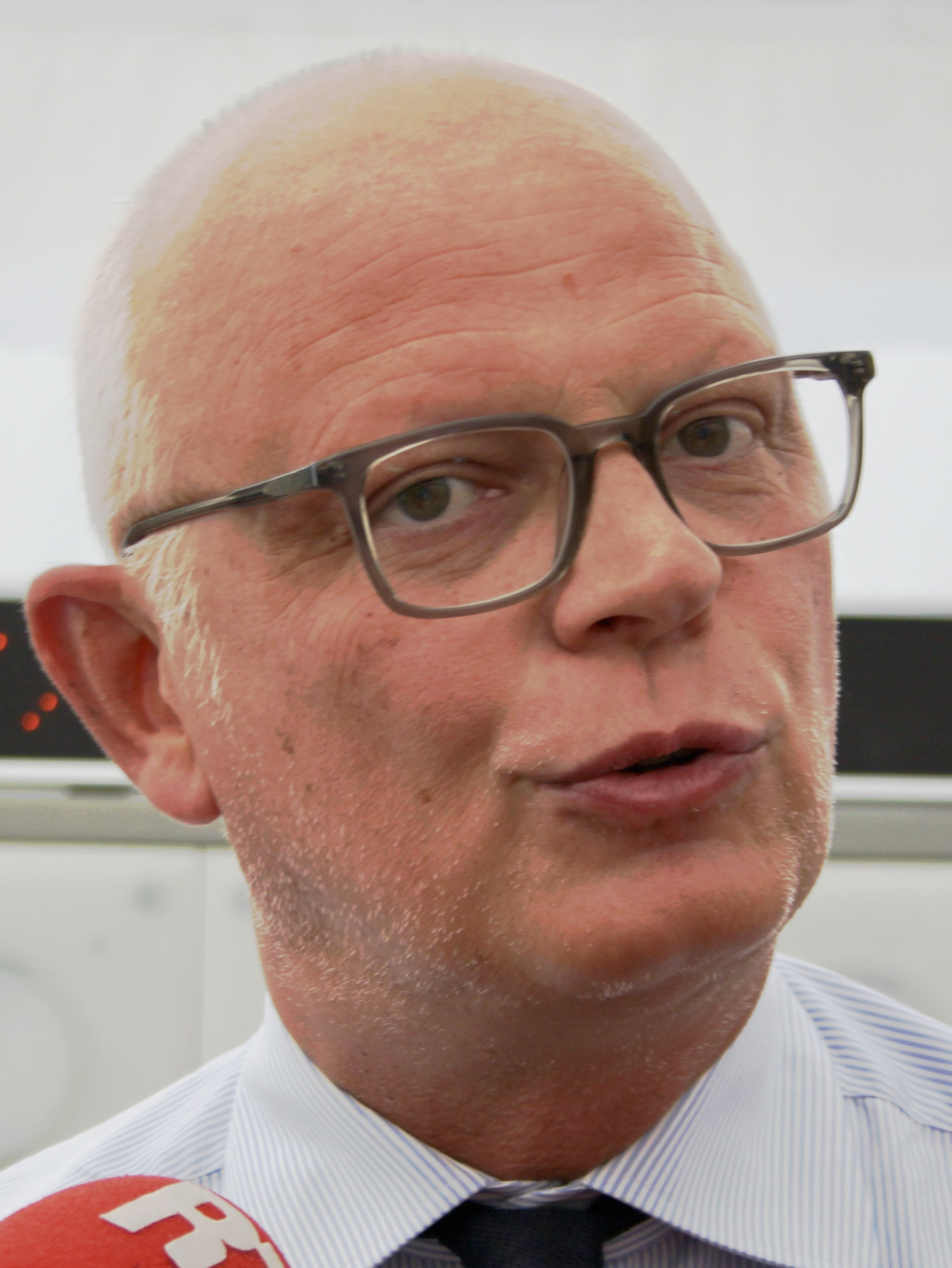
Édouard Philippe (ENS)
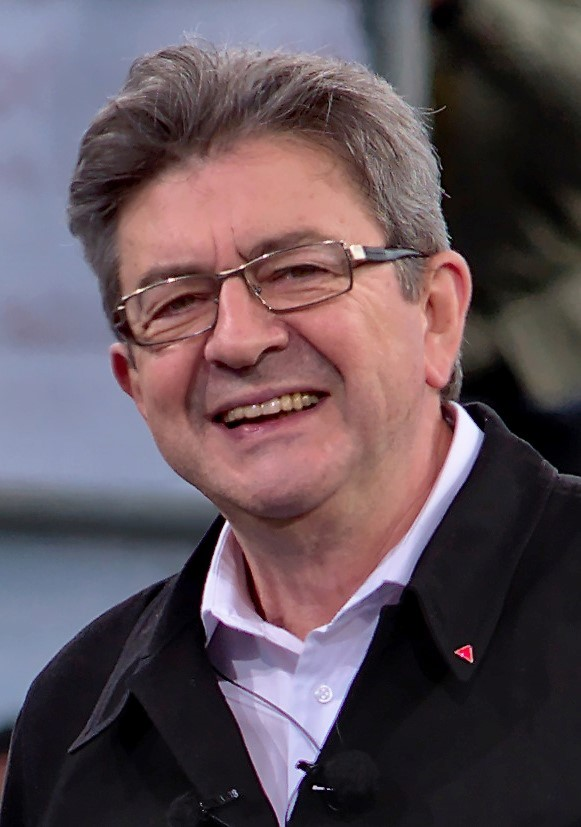
Jean-Luc Mélenchon (LFI)